# Xylophanes chiron
Xylophanes chiron es una polilla de la familia Sphingidae.

## Distribución
Puede ser encontrado desde México hasta Argentina, de la Amazonia a los Andes, también en las islas Guadalupe, Martinica y Jamaica.

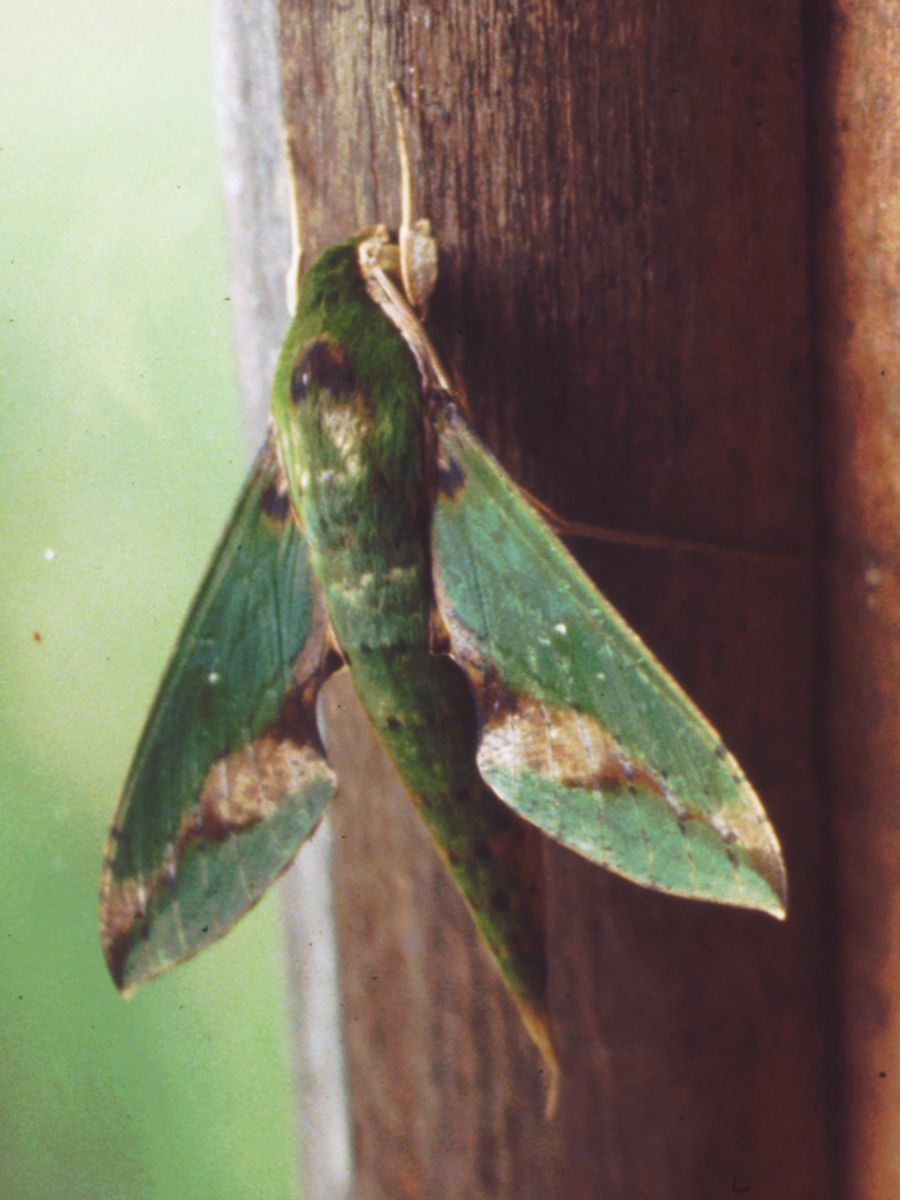

## Descripción
Su envergadura media va de 77 a 81 mm.

## Biología
Las larvas se alimentan de rubiáceas.

## Subespecies
- Xylophanes chiron chiron
- Xylophanes chiron cubanus Rothschild & Jordania, 1906 (Cuba)
- Xylophanes chiron lucianus Rothschild & Jordan, 1906 (Dominica)
- Xylophanes chiron nechus (Cramer, 1777) (Brasil)

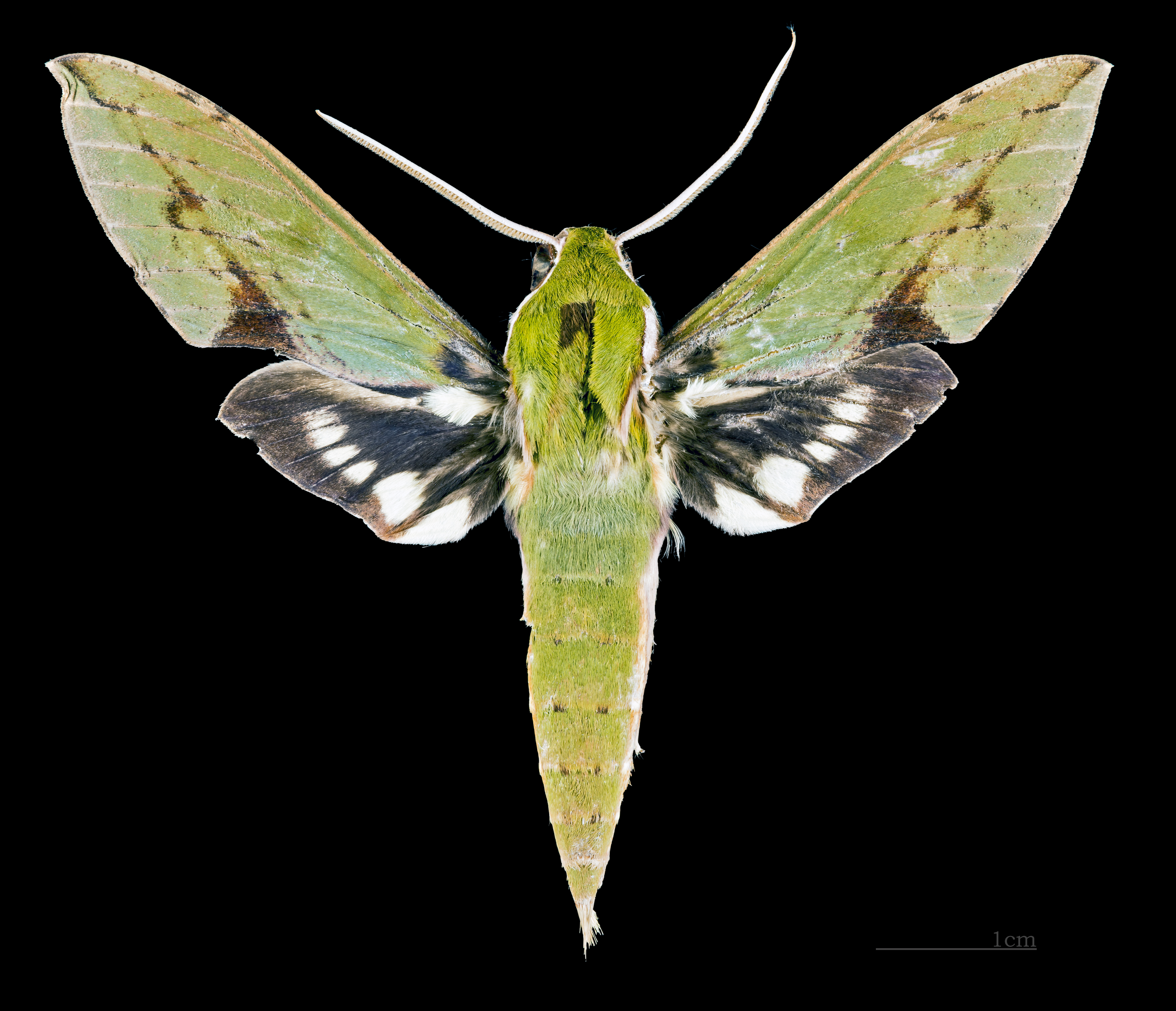
Xylophanes chiron nechus ♂ MHNT
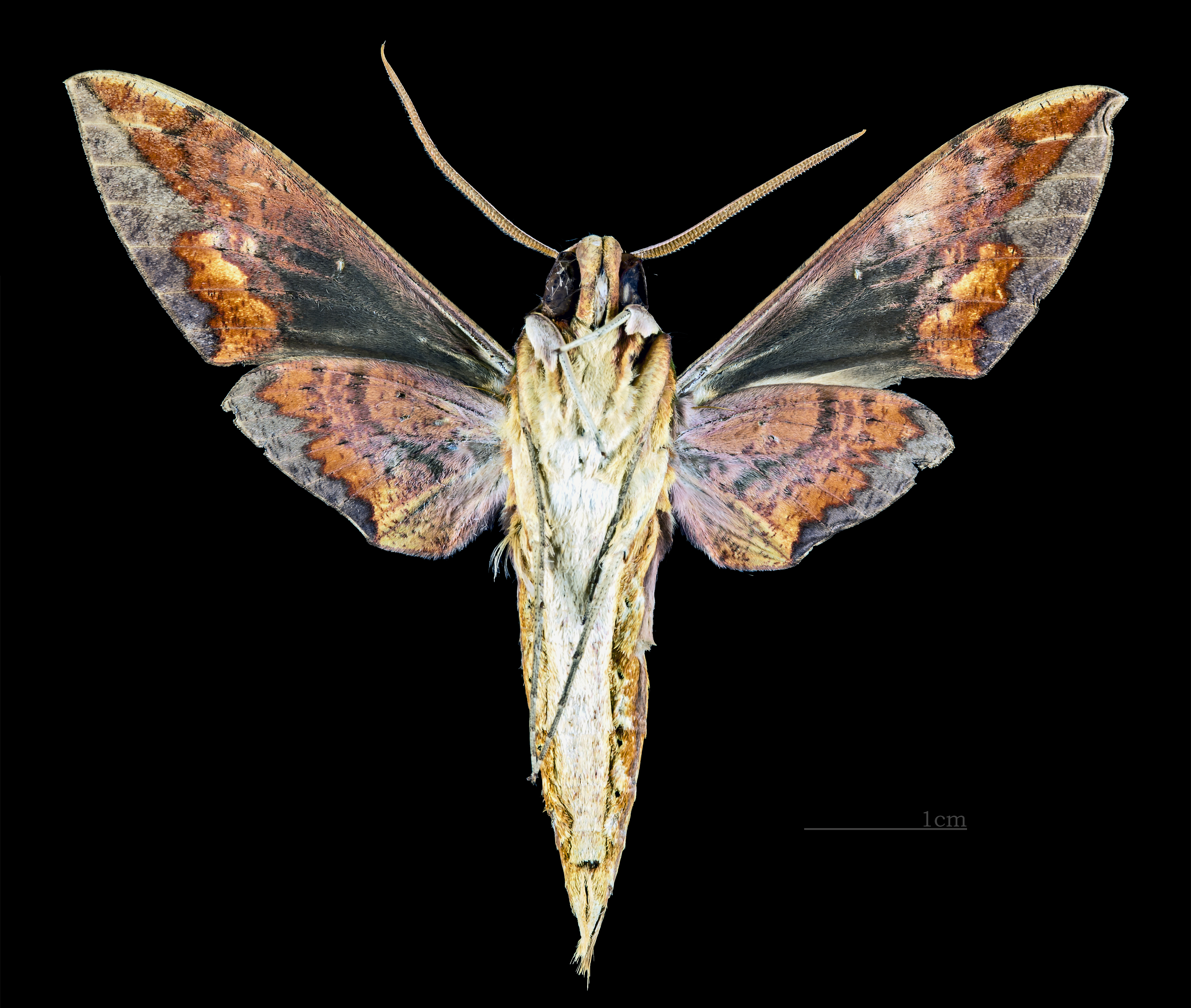
Xylophanes chiron nechus ♂  △	MHNT
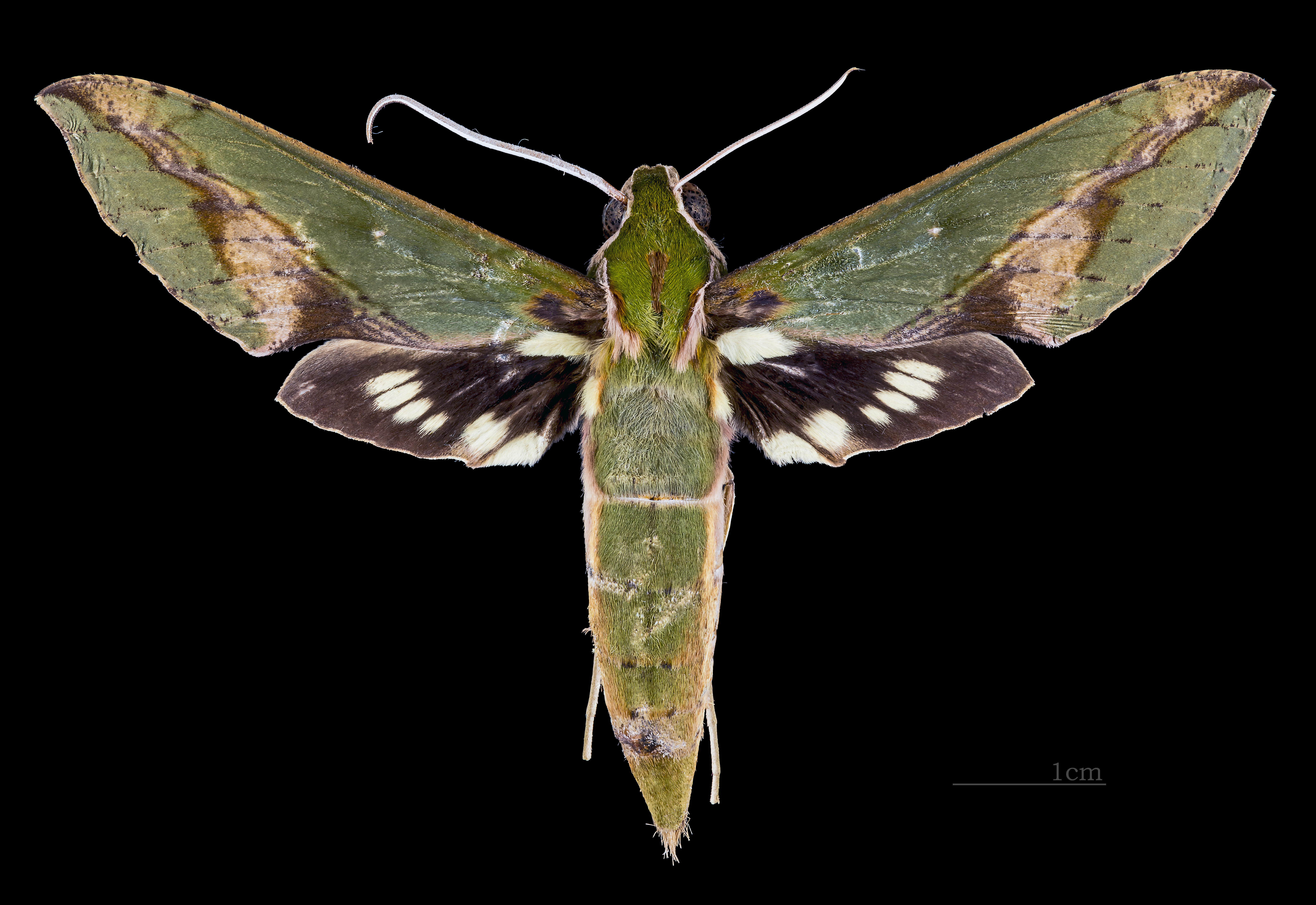
Xylophanes chiron nechus  ♀ MHNT
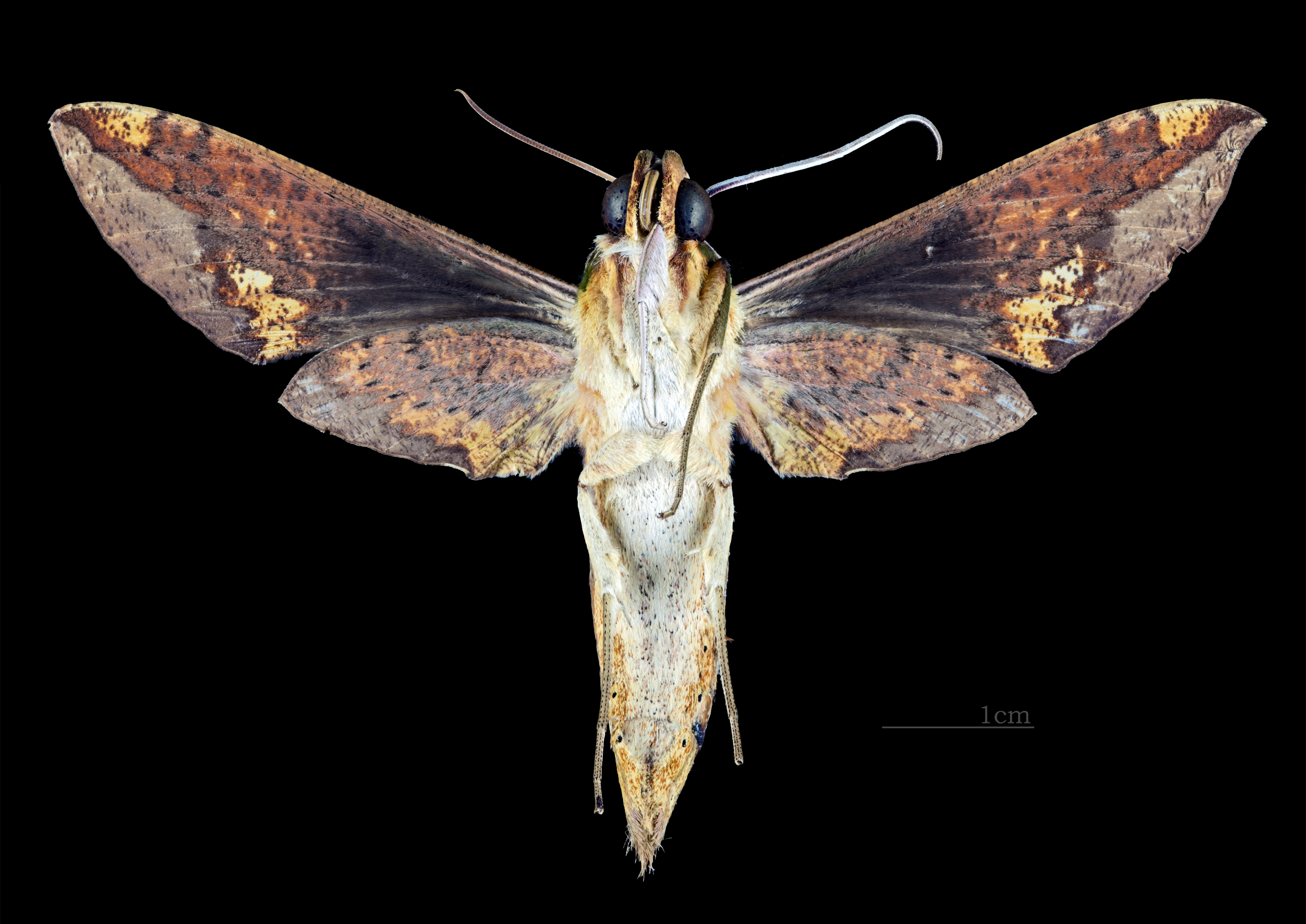
Xylophanes chiron nechus  ♀ △ MHNT
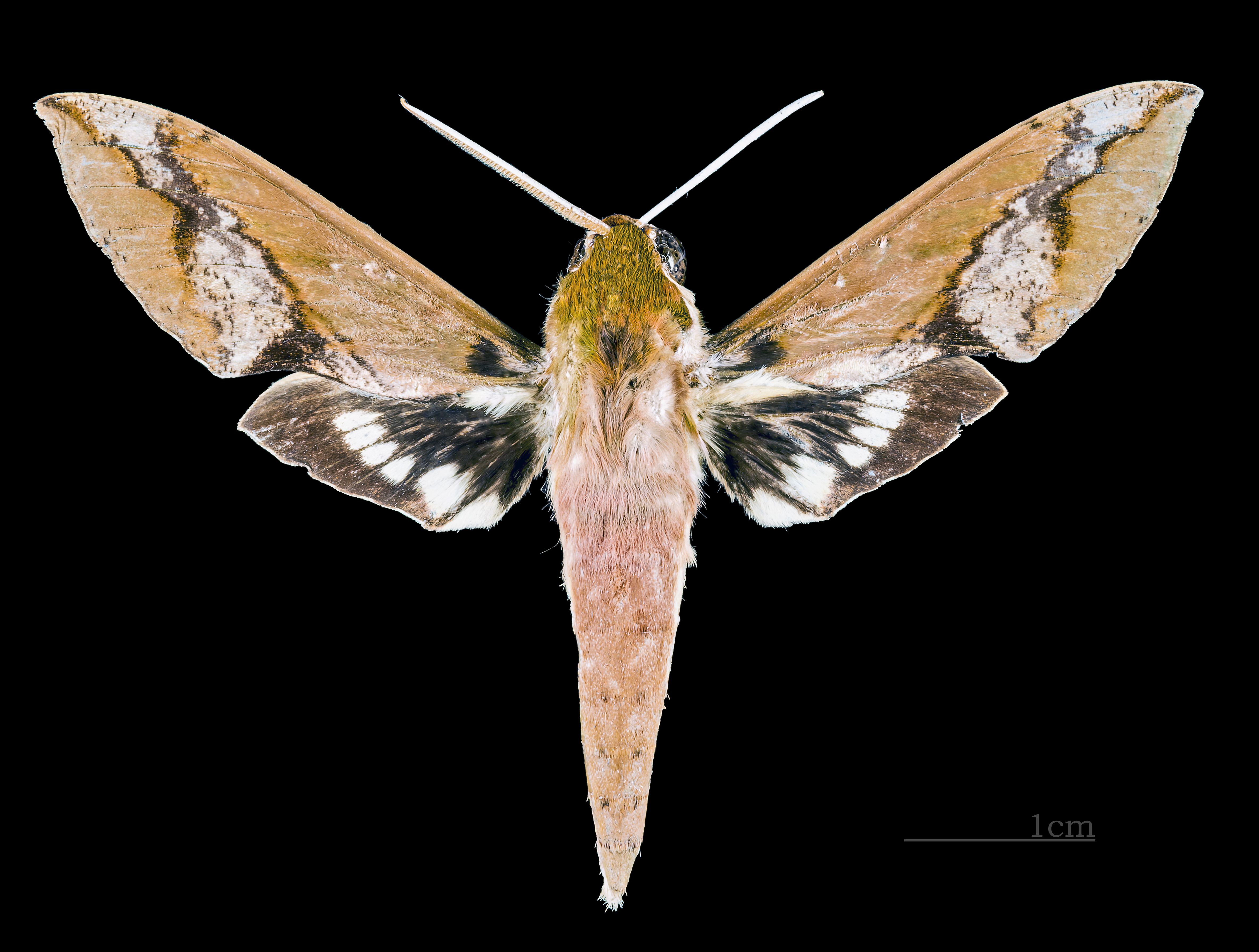
Xylophanes chiron cubanus ♂ MHNT
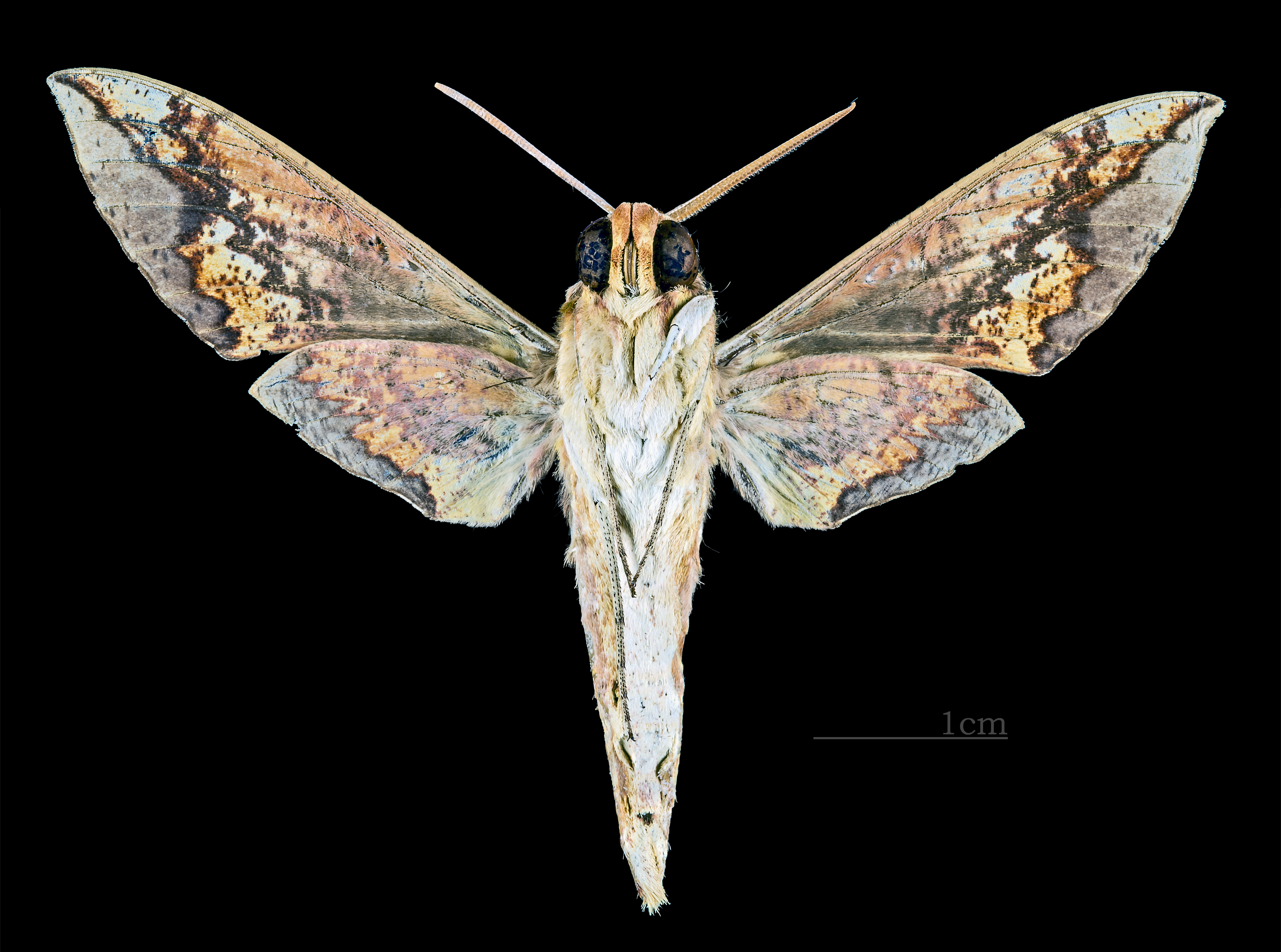
Xylophanes chiron cubanus ♂  △ MHNT
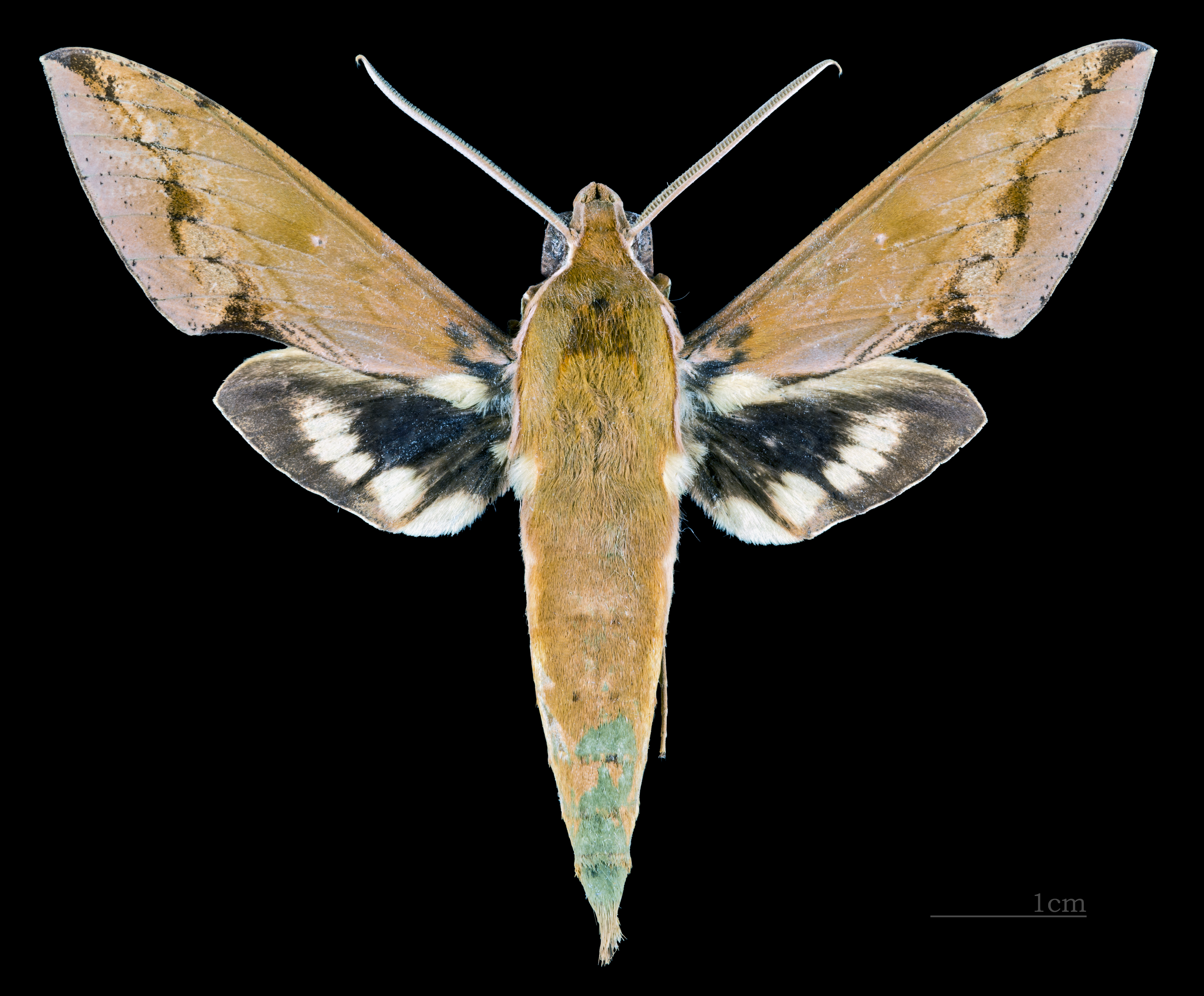
Xylophanes chiron lucianus ♂  MHNT
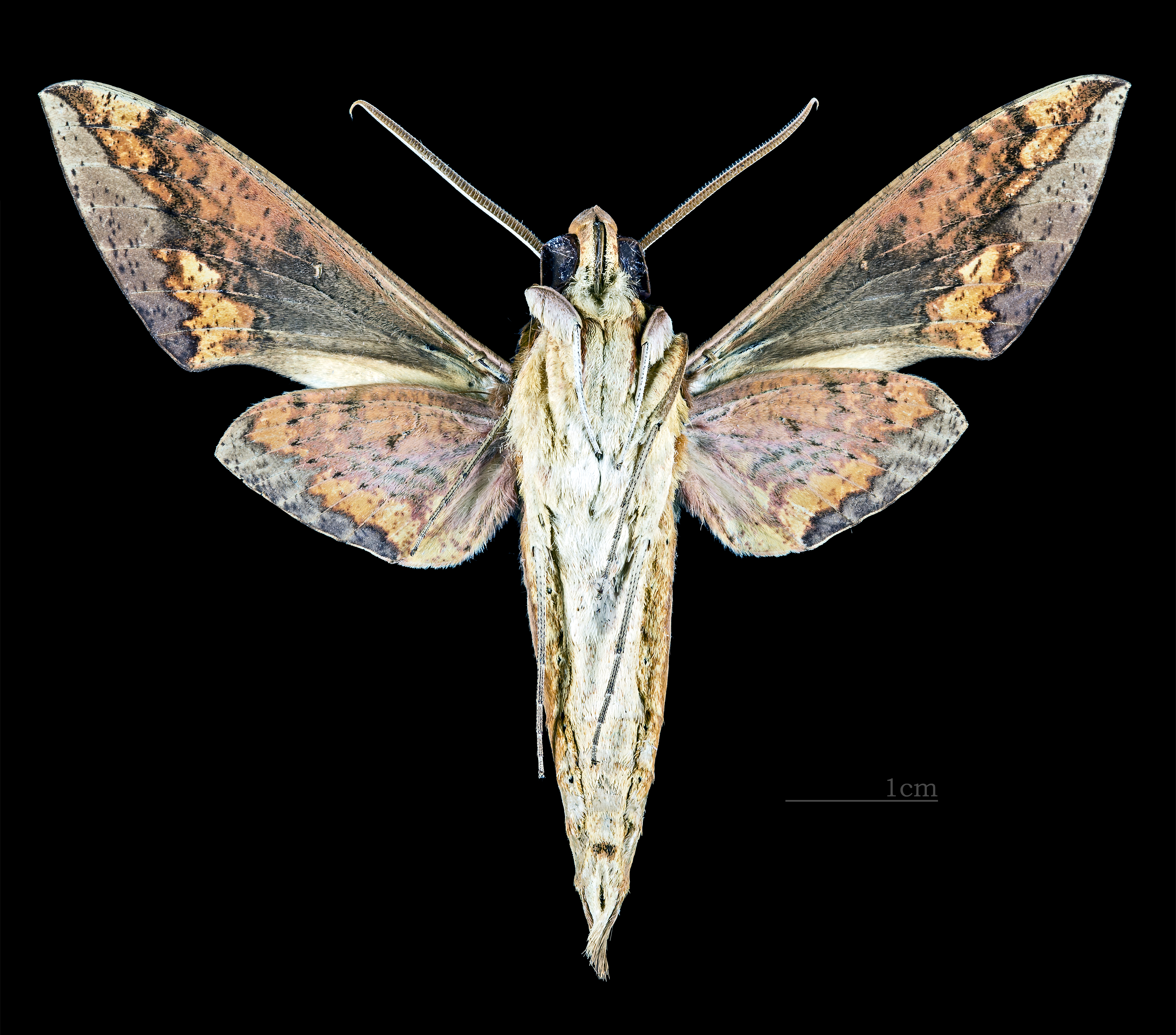
Xylophanes chiron lucianus ♂ △ MHNT